# Anomobryum leptostomoides
Anomobryum leptostomoides är en bladmossart som beskrevs av W. P. Schimper 1873. Anomobryum leptostomoides ingår i släktet Anomobryum och familjen Bryaceae. Inga underarter finns listade i Catalogue of Life.